# Station Kirchlengern
Station Kirchlengern (Bahnhof Kirchlengern) is een spoorwegstation in de Duitse plaats Kirchlengern, in de deelstaat Noordrijn-Westfalen. Het station ligt aan de spoorlijn Bünde - Bassum, de spoorlijn Löhne - Rheine en de spoorlijn Herford - Kirchlengern. Het station telt twee perronsporen. Op het station stoppen naast treinen van de DB Regio (Nord) ook treinen van Eurobahn, NordWestBahn en Westfalenbahn.

## Geschiedenis
Het station werd in 1855 in gebruik genomen na de inwijding van de -toen nog in het Koninkrijk Hannover gelegen- spoorlijn Löhne- Bünde- Osnabrück, die bedoeld was als doorgaande lijn naar Emden. In 1904 kwam de spoorlijn naar Minden de ene kant op en naar Herford de andere kant op gereed, zodat Kirchlengern een overstapstation werd.

### Ongeval met trein Circus Carré
Op de spoorlijn Löhne - Rheine deed zich op 22 mei 1891 een ernstig treinongeval voor. Een reizigerstrein, onderweg van Löhne naar Rheine, en een speciale trein, die het circus van Oscar Carré van Nederland voor een voorstelling in Hannover vervoerde, kregen door een fout van de plaatselijke stationschef allebei toestemming om hetzelfde enkelsporig baanvak op te rijden. De treinen kwamen daarop frontaal met elkaar in botsing. Er vielen vier doden, onder wie de vrouw van circusdirecteur Oscar Carré, en 15 gewonden, onder wie twee kinderen van Carré en twee andere circusmedewerkers. De materiële schade was zeer groot. Veel, ten dele kostbare, spullen van het circus gingen ook verloren. De spoorwegmaatschappij werd na de ramp aansprakelijk gesteld, en de stationschef werd tot een gevangenisstraf van één jaar veroordeeld.

### Opgeheven treinverbinding

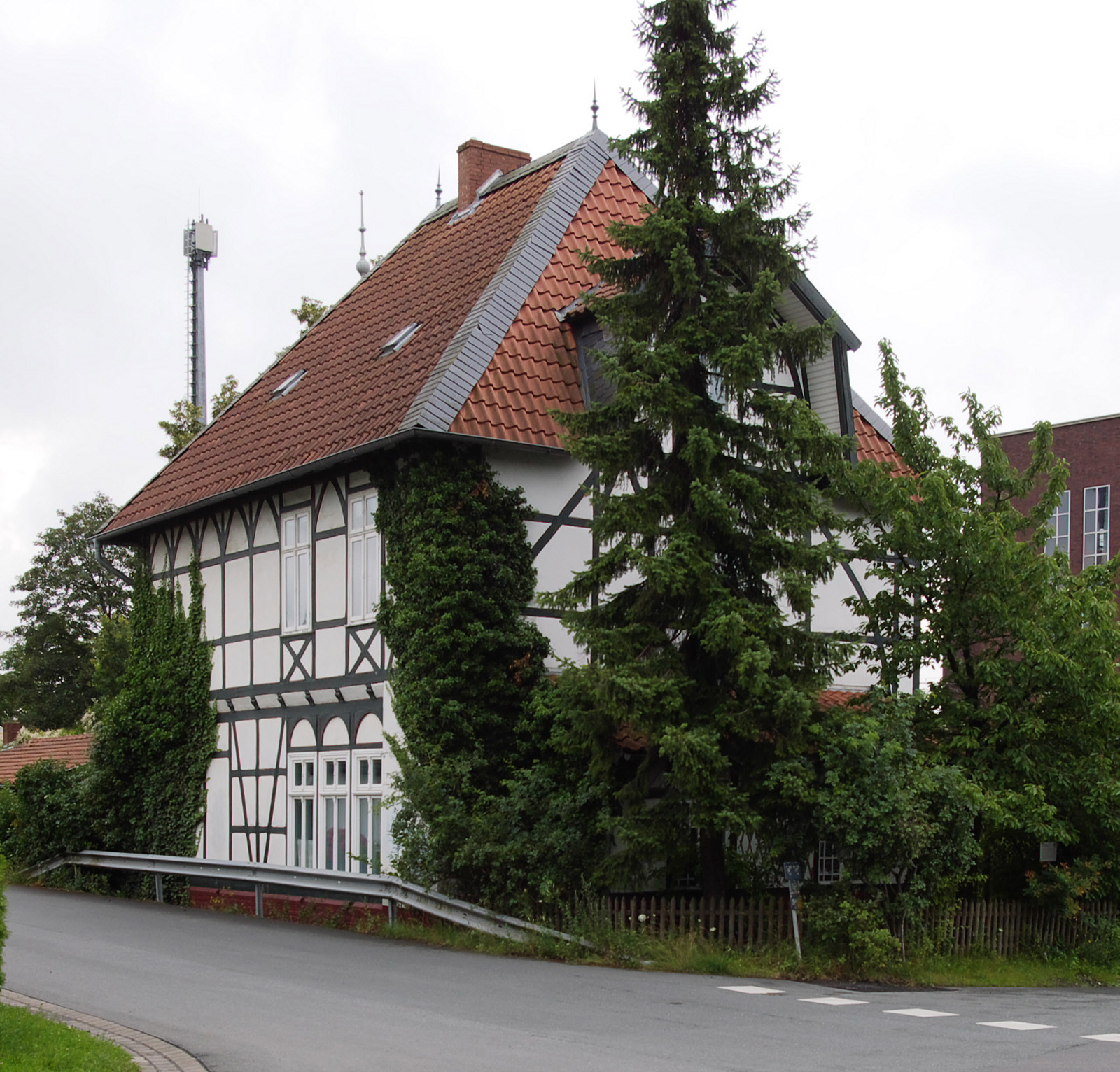
Voormalig station te Kirchlengern van de Wallückebahn

Een ander, 17 km lang, spoorlijntje met de bijnaam Wallücker Willem (meer officieel: Wallückebahn) reed van 1897 tot 1937 van Kirchlengern via o.a. Station Löhne en Tengern, gemeente Hüllhorst met zowel goederen- als langzaam rijdende (25 km/h) passagierstreinen naar een steengroeve en een ijzerertsmijn in het Wiehengebergte bij Oberlübbe. Tussen Kirchlengern en Löhne liep dit smalspoor over een apart tracé ten noorden van de rivier de Else (de grote spoorlijn naar Löhne loopt oostwaarts van Kirchlengern aan de zuidkant van die rivier). De lijn had ook in Löhne een apart station, aan de noordkant van de Else.  Delen van dit tracé zijn sinds 2000 als fietspad (langeafstandsroute Else-Werre-Radweg) in gebruik. Kirchlengern beschikte daar, waar dit smalspoor van de hoofdspoorlijn aftakte, over een tweede station, waarvan het stationsgebouw ten oosten van het centraal station van Kirchlengern, tegenover de elektriciteitscentrale, is blijven staan.

## Treinverbindingen
De volgende treinseries doen station Kirchlengern aan:
| Serie       | Treinsoort                       | Route | Bijzonderheden                                          |
| ----------- | -------------------------------- | --- | ------------------------------------------------------- |
| RE 60       | Regional-Express (Westfalenbahn) | Rheine – Osnabrück Hbf – Bünde (Westf) – Kirchlengern – Löhne (Westf) – Bad Oeynhausen – Minden (Westf) – Hannover Hbf – Lehrte – Braunschweig Hbf | Ems-Leine-Express 1x per twee uur                       |
| 20350 RB 61 | Stoptrein/Regionalbahn (Keolis)  | Hengelo – Bad Bentheim – Rheine – Osnabrück Hbf – Bünde(Westf) – Kirchlengern – Bielefeld Hbf                                                      | Wiehengebirgsbahn                                       |
| RB 71       | Regionalbahn (eurobahn)          | Bielefeld Hbf – Herford – Kirchlengern – Bünde (Westf) – Rahden (Kr Lübbecke)                                                                      | Ravensberger Bahn zondag 1x per twee uur                |
| RB 77       | Regionalbahn (NordWestBahn)      | Bünde (Westf) – Kirchlengern – Löhne (Westf) – Hamelen – Nordstemmen – Hildesheim Hbf                                                              | Weser-Bahn 1x per twee uur in het weekend Bünde - Löhne |